# Milkovódne
Milkovódne (en (ucraïnès): Мілководне, en rus: Мелководное, Melkovódnoie) és un poble de la República Autònoma de Crimea a Ucraïna, que el 2014 tenia 173 habitants. Pertany al districte rural de Djankoi. Fins al 1948 la vila es deia Kutxuk-Sunar.